# 光刺兔唇花
光刺兔唇花（学名：Lagochilus leiacanthus）为唇形科兔唇花属下的一个种。

## 扩展阅读
- 維基物種上的相關：光刺兔唇花